# Gabriele Viertel

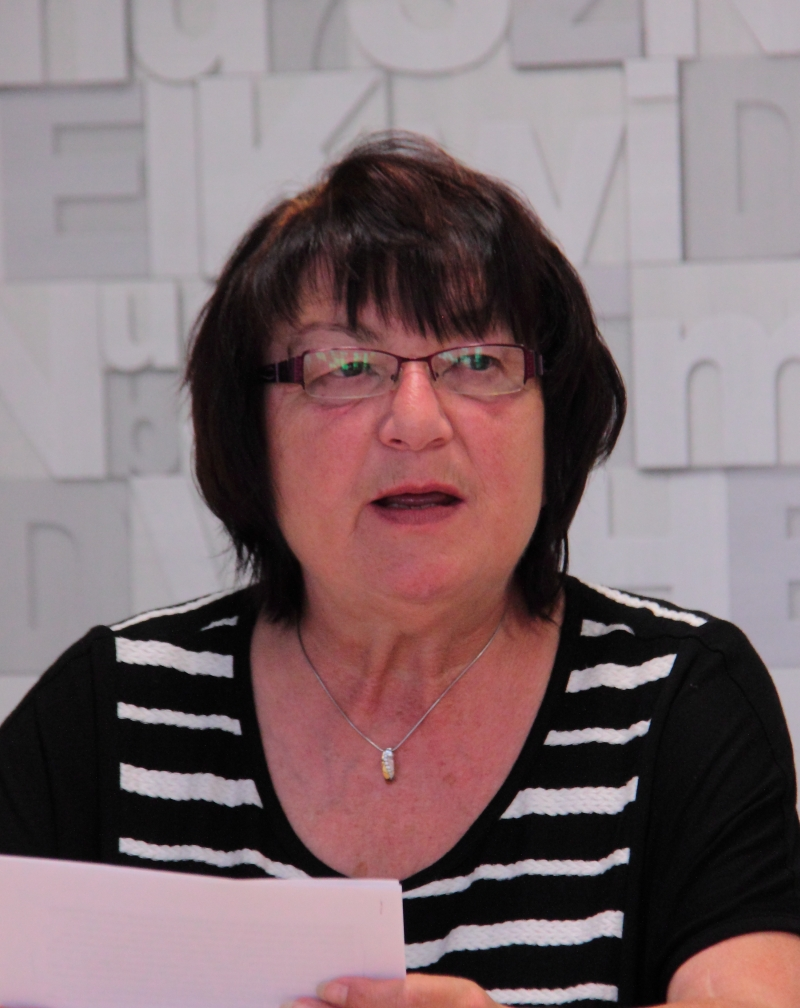
Gabriele Viertel (2019)

Gabriele Viertel (* 13. Mai 1951 in Chemnitz) ist eine deutsche Archivarin.
Nach einer am 1. September 1967 begonnenen Ausbildung zur Archivassistentin im Stadtarchiv Karl-Marx-Stadt blieb sie während ihrer gesamten beruflichen Laufbahn in diesem tätig. Berufsbegleitend absolvierte sie ein achtjähriges Fernstudium der Archivwissenschaft an der Fachhochschule Potsdam und der Humboldt-Universität zu Berlin. Nachdem sie Anfang der 1990er Jahre mehrfach Gert Richter als amtierende Archivleiterin vertreten hatte, wurde sie 1995 zur Leiterin des Stadtarchivs Chemnitz berufen. Sie gehörte zudem dem Beirat der Archivschule Marburg an. Zusammen mit Stephan Luther, Leiter des Archivs der Technischen Universität Chemnitz, rief sie den Stammtisch Chemnitzer Archivare ins Leben. Sie ist Schriftleiterin der Mitteilungshefte des Chemnitzer Geschichtsvereins. Sie war von 1998 bis 2010 Vereinsvorsitzende und gehörte dessen Vorstand noch bis 2014 an. Viertel wurde am 18. Oktober 2016 mit dem Kolloquium „Herausforderung für die Kommunalarchive“ in den Ruhestand verabschiedet.
Am 1. September 2020 promovierte sie in Geschichte an der Philosophischen Fakultät der TU Chemnitz zum Dr. phil. Das Thema ihrer Dissertation lautete Die Reform des Chemnitzer Schulwesens bis zur Eröffnung der Bürgerschule 1831 im Kontext der Reform der Stadtverfassung. Reiner Groß war einer ihrer Gutachter.

## Veröffentlichungen (Auswahl)
- Von André bis Zöllner. 125 Biografien zur Chemnitzer Geschichte. Reintzsch-Verlag, Radebeul 1998, ISBN 3-930846-13-6.
- Gabriele Viertel, Uwe Fiedler: Rundflug über das alte Chemnitz, Gudensberg-Gleichen 1999.
- Gabriele Viertel, Stephan Weingart: Geschichte der Stadt Chemnitz. Vom locus Kameniz zur Industriestadt, Gudensberg-Gleichen 2002, ISBN 3-86134-968-X.
- Renate Wissuwa, Gabriele Viertel, Nina Krüger (Hrsg.): Landesgeschichte und Archivwesen. Festschrift für Reiner Groß zum 65. Geburtstag. Sächsisches Druck- und Verlagshaus, Dresden 2002, ISBN 3-933442-56-7.
- Gabriele Viertel, Jutta Aurich: Ehrenkolloquium für Prof. Dr. Helmut Bräuer. In: Sächsische Heimatblätter 49 (2003) 2, S. 159f.
- Helmut Bräuer, Gabriele Viertel: Zum 100. Geburtstag des Stadtarchivdirektors Rudolph Strauß. In: Sächsische Heimatblätter 51 (2005) 1, S. 42–48.